# ファルマン (航空機メーカー)
ファルマン航空社（英語:Farman Aviation Works）はかつて存在したフランスの航空事業会社。リチャード・ファルマン、アンリ・ファルマン、モーリス・ファルマンの三兄弟が設立し運営した。
1908年から1936年まで航空機を設計し製作していた。その後フランスが航空宇宙産業を国有化・合理化する際にファルマン社はアンリオと共にSNCAC（仏語：Société Nationale de Constructions Aéronautiques du Centre：中央航空機製造公社）に統合された。
1941年にファルマン兄弟は会社を再建しファルマン工場社（仏語:Société Anonyme des Usines Farman SAUF）とした。しかしたった3年で、SNCASO（Société nationale des constructions aéronautiques du sud-ouest SNCASO：南西航空機製造公社）に合併させられてしまう。さらに1952年にもう一度ファルマン航空社を設立したが、その努力は実らず、会社は解散した。
ファルマン兄弟は1908年から1941年までの間に200種類の航空機を開発作成している。
自社で飛行学校を経営しており、徳川好敏や滋野清武などの外国人も受け入れていた。

## 生産した航空機

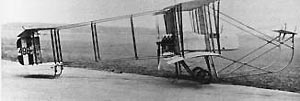
MF.7 ロングホーン

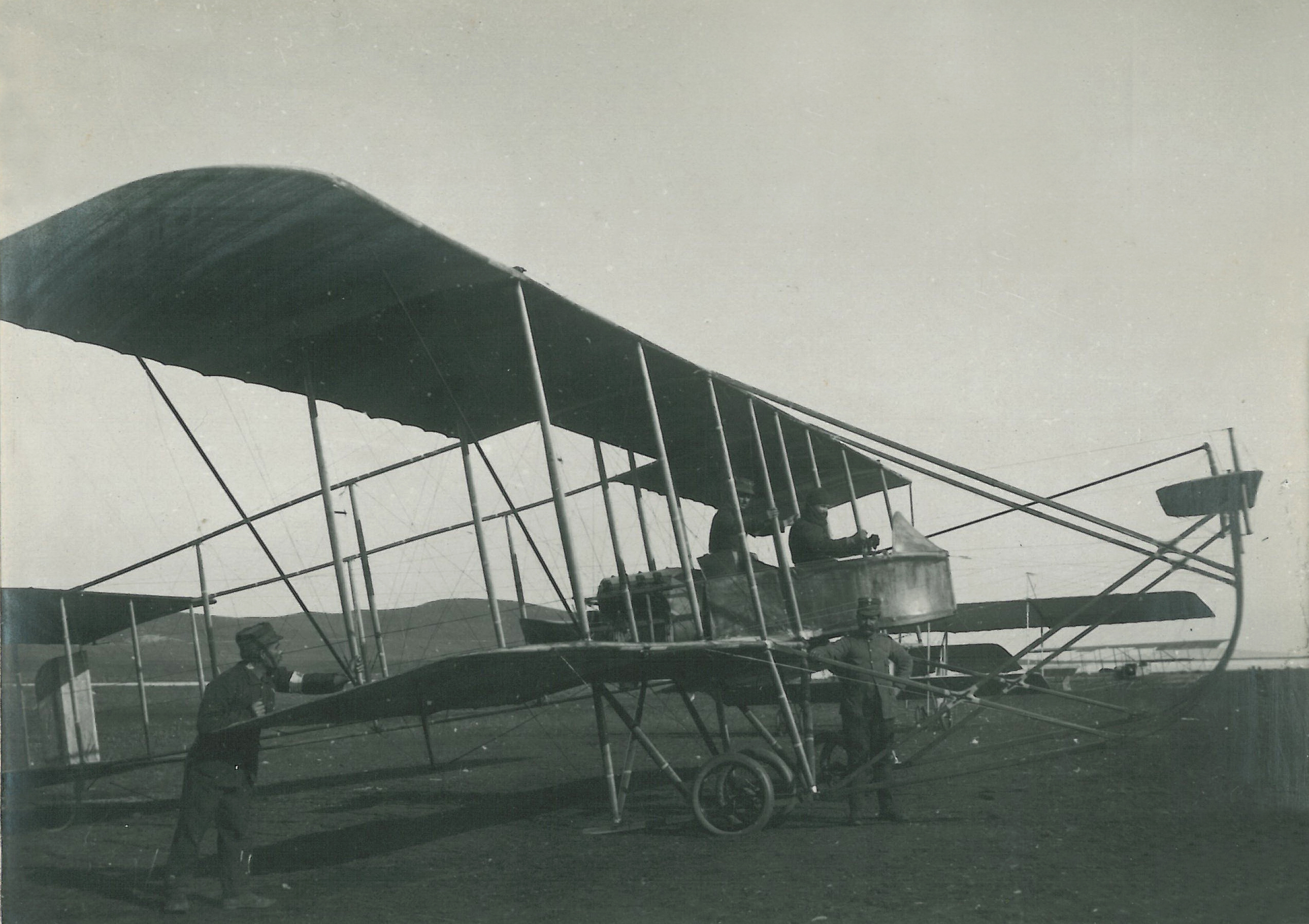
1912年12月でプレベザでの複葉機 MF.7 ロングホーン、

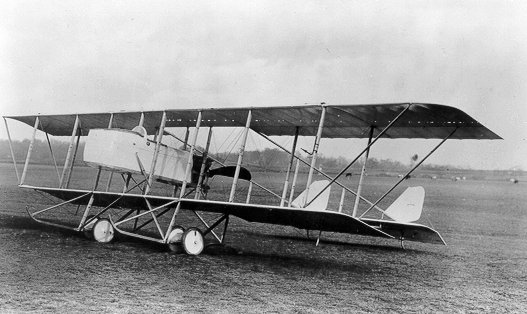
MF.11 ショートホーン

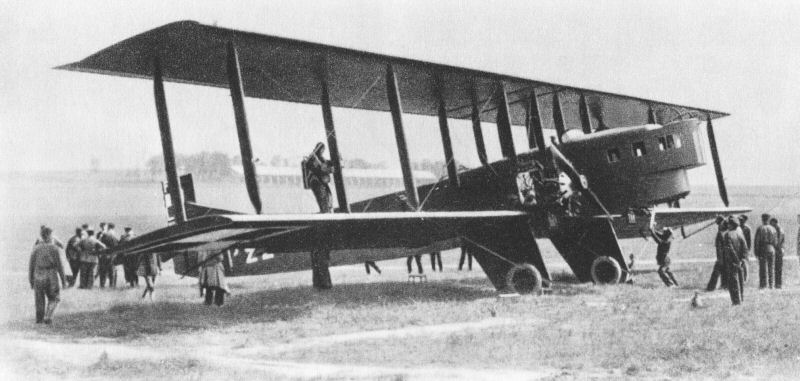
F.60 ゴリアト

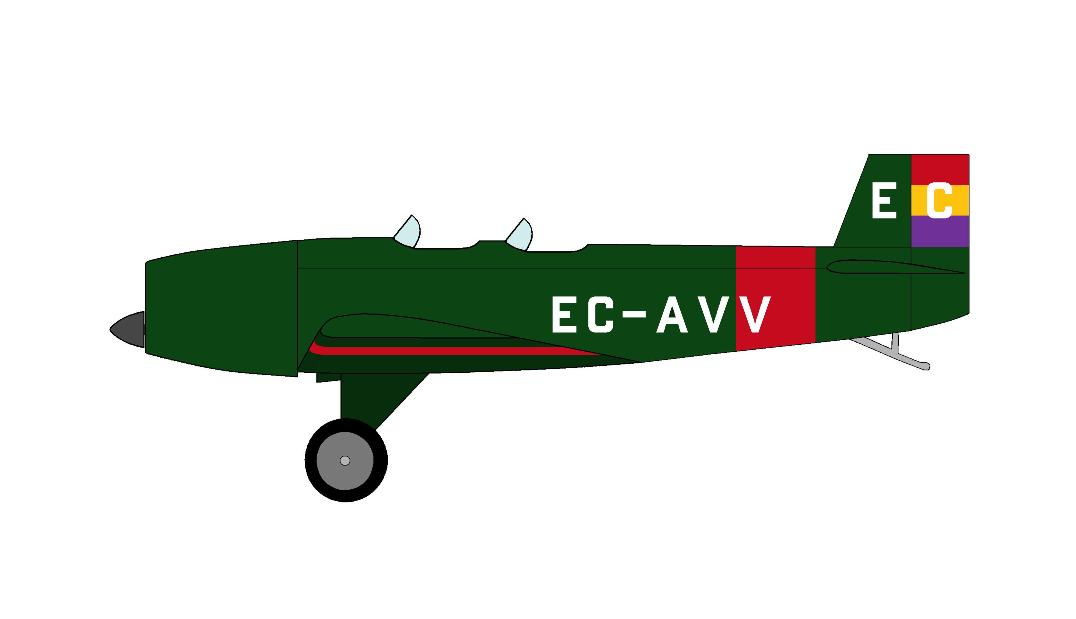
F.354 (1937)

- Farman III - アンリ･ファルマン式複葉機 (1909)
- MF.7 ロングホーン (1913)
- MF.11 ショートホーン (1913)
- F.30 - 戦闘機試作機 (1917)[2]
- F.31 - 戦闘機試作機 (1918)[3]
- F.50 - 双発爆撃機 (1918)
- F.50 - 飛行艇 (1920s)
- F.51 - 偵察飛行艇 (1922)
- F.60  Torp - 雷撃水上機 (1920s)
- F.60  ゴリアト - 爆撃機、輸送機 (1919)
- F.70 - 単発6人乗り飛行機 (1920)
- F.121 Jabiru - 四発エンジン旅客機 (1923)
- F.166 - 雷撃水上機 (1928)
- F.167 - 雷撃水上機 (1928)
- F.169 - 雷撃水上機 (1928)
- F.170 Jabiru - 単発旅客機 (1925)
- F.222 - 四発エンジン重爆撃機 (1932)
- F.223 - 双発エンジン重爆撃機 (1937)
- F.271 - 爆撃機/雷撃水上機 (1934)
- F 402 - 3席、万能航空機 (1933)
- ファルマン NC.470 - 6席、訓練機/偵察機(水上機) (1938)
- ファルマン NC.471 - 6席、訓練機/偵察機(水上機) (1938)

## 参考資料
参考文献
- Green, William; Gordon Swanborough. The Complete Book of Fighters. Godalming, UK: Salamander Books. pp. 201, 202（英語）

参考サイト
- Avions et hydravions Farman - Aviation française（フランス語）

## 脚註
1. ↑  Richard 'Dick' Farman - ファルマン三兄弟の長兄。同社の経営側を担当した。
2. ↑  Green & Swanborough, P.201
3. ↑  Green & Swanborough, P.201, 202